# Lucilia fulgida
Lucilia fulgida är en tvåvingeart som beskrevs av Zetterstedt 1845. Lucilia fulgida ingår i släktet Lucilia och familjen spyflugor.
Artens utbredningsområde är Sverige. Inga underarter finns listade i Catalogue of Life.